# Краводер
Кра̀водер е село в Северозападна България, община Криводол, област Враца.

## География
Село Краводер се намира на около 16 km северозападно от областния център град Враца, около 9 km югозападно от общинския център град Криводол и около 19 km югоизточно от град Монтана. Разположено е на границата между Предбалкана и Стара планина, в по-голямата си част край левия (западния) бряг на река Ботуня, десен приток на река Огоста. Надморската височина в селото е около 183 m при сградата на кметството и се променя незначително по територията откъм левия бряг на реката, а отвъд нея на изток нараства до около 200 m. Климатът е умереноконтинентален; почвите в землището са преобладаващо лесивирани черноземни.
Край селото минават: от югозапад – първокласният републикански път I-1 (част от Европейски път Е79); от северозапад – третокласният републикански път III-1302, който западно от селото пресича път I-1.
Землището на село Краводер граничи със землищата на: село Пудрия на север и изток; село Бели извор на изток и юг; село Горно Озирово на юг; село Долно Озирово на югозапад; село Главаци на запад; село Сумер на северозапад.
В землището на село Краводер е югозападната част от язовир (поземлен имот с кадастрален идентификатор 39236.140.21; по данни към 25 ноември 2022 г.), чиято североизточна част е в землището на село Пудрия.
Населението на село Краводер, наброявало 1838 души при преброяването към 1934 г. и 2106 към 1946 г., намалява след колебания в числеността до 1219 към 1992 г. и 826 (по текущата демографска статистика за населението) към 2021 г.
При преброяването на населението към 1 февруари 2011 г., от обща численост 930 лица, за 723 лица е посочена принадлежност към „българска“ етническа група, за принадлежност към „турска“ и към „други“ не са посочени данни, за 189 – към „ромска“, за 3 – „не се самоопределят“ и за 14 – „не отговорили“.

## История
Краводер е старо средновековно селище и е заварено с днешното си име от османските завоеватили в края на ХІV век. Среща се в османските документи от 1430 г. През античността и средновековието тук е имало интензивен живот на тракийски общества.

## Население
Преброяване на населението през 2011 г.
Численост и дял на етническите групи според преброяването на населението през 2011 г.:
|                     | Численост | Дял (в %) |
| Общо                | 930       | 100,00    |
| Българи             | 723       | 77,74     |
| Турци               | 0         | 0,00      |
| Цигани              | 189       | 20,32     |
| Други               | 0         | 0,00      |
| Не се самоопределят | 3         | 0,32      |
| Неотговорили        | 14        | 1,50      |

## Обществени институции
Кметство село Краводер. ОУ „Св. св. Кирил и Методий“ Архив на оригинала от 2016-06-18 в Wayback Machine.

## Културни и природни забележителности
- На югозапад от селото се издигат осем тракийски надгробни могили.
- В района са намерени римски републикански сребърни денари. Една находка от бронзови монети, сечени в римския град Виминациум от името на император Гордиан ІІІ е намерена в района на селото през 1936 г.
- В развалините на крепостта Трънчово кале, западно от Краводер е намерена част от мраморна плоча с латински надписи от ІІІ век.
- Около Крепостта Градище е намерено съкровище от сребърни грошове, сечени през времето на българския Цар Иван Александър /1331 – 1371/. Малка част от тези редки монети се намира в сбирките на историческия музей във Враца.
- В землището на село Краводер се намира средновековният Мътнишки манастир, който е в процес на реставрация.

### Редовни събития
Съборът на селото се провежда на 24 май.

## Известни личности
- В село Краводер е роден поетът и публицист Марин Ботунски (Марин Стоянов Йорданов) /10. 08.1940 г./ [9][10][11]
- В селото е роден и живее известният и обичан български R'n'B певец Бичето (Върбан Тодоров). Най-известните му хитове са „Игри на съдбата“, „Идем“ и „Номер 1“.